# Maria Pia de Savoia (reina de Portugal)
Maria Pia de Savoia (Torí, 16 d'octubre de 1847 - Stupinigi, Torí, 5 de juliol de 1911) va ser una princesa italiana, primer del regne de Sardenya i després d'Itàlia. Va ser reina consort de Portugal d'ençà del seu casament l'any 1862 amb el ja coronat rei Lluís I de Portugal.

## Primers anys
Va néixer a Torí el 16 d'octubre de 1847. Filla de Víctor Manuel II, llavors duc de Savoia i el 1849 proclamat rei de Piemont-Sardenya, i de Maria Adelaida d'Àustria, filla de l'arxiduc Rainier d'Àustria. En el seu bateig va exercir com a padrí el papa Pius IX. Era néta també de Carles Albert I de Sardenya i de Maria Teresa d'Àustria-Toscana, i per via materna d'Elisabet de Savoia-Carignano.
La seva infància es va veure marcada per un període convuls amb l'abdicació del seu avi, la guerra entre Sardenya i Àustria, i la unificació i constitució del regne d'Itàlia. Òrfena de mare des dels set anys, al llarg de la infància i l'adolescència va estar sota la cura de la comtessa de Vila Marina, que va encarregar-se de la seva educació.

## Matrimonis
Quan tenia quinze anys el rei Lluís I de Portugal va demanar-la en matrimoni, una unió que va ser ben rebuda a ambdós països. Després de les negociacions, es va celebrar el casament per poders a la capella reial de Torí el 27 de setembre de 1862. La reina va embarcar en la corbeta Bartolomeu Dias a Gènova el dia 29 i va arribar a Lisboa el 5 d'octubre, on va tenir una gran rebuda. Després de la recepció de la família reial a bord del vaixell, van desembarcar i va celebrar el casament de presència el 6 d'octubre, després del qual es va cantar un solemne tedèum.
La parella s'establí a cavall entre Lisboa, capital portuguesa, i els palaus que la Família reial portuguesa tenia als voltants de Sintra. La parella tingué dos fills:
- SM el rei Carles I de Portugal, nat a Lisboa el 1863 i mort com a conseqüència d'un atac terrorista el 1908. Es casà amb la princesa Amèlia d'Orleans.

- SAR l'infant Alfons de Portugal, nat el 1865 al Palau d'Ajuda, Lisboa, i mort el 1920 a Nàpols. Es casà morganàticament l'any 1917 amb l'estatunidenca Nevada Hayes Stoody.

## Regnat
Maria Pia i Lluís I de Portugal tenien inquietuds bastant diferents. Mentre que la reina era coneguda pels seus dispendis en extravagàncies de difícil justificació, el rei portuguès era un home d'àmplies inquietuds intel·lectuals que anaven des del fet de ser poeta fins a la seva passió per l'oceanografia.
L'any 1889 morí el rei Lluís I de Portugal i Maria Pia es convertí en reina viuda de Portugal. Amb el regicidi que significà la mort del seu fill primogènit i de l'hereu a la Corona portuguesa l'any 1908 a Lisboa, Maria Pia començà a donar símptomes de patir una greu i progressiva demència senil que s'agreujà amb la proclamació de la República portuguesa l'any 1910.

## Darrers anys
Va enviudar el 19 d'octubre de 1889, la mort de Lluís I la va causar-li molt de pesar. Va romandre a Portugal, i durant el regnat del seu fill Carles I, va actuar com a regent en dues ocasions: primer el 1902, quan els reis van fer una visita oficial al rei d'Espanya, i la segona el desembre de 1904, quan els monarques van ser convidats pel rei Eduard VII del Regne Unit. Val a dir que, a més de la mort del seu marit, l'1 de febrer de 1908 s'hi van sumar les pèrdues del seu fill, el rei Carles I, i la del seu net, el príncep Lluís Felip, víctimes d'un atemptat terrorista.
Amb la proclamació de la República l'any 1910 i amb l'expulsió de la Família reial, Maria Pia s'instal·là al Piemont, on morí l'any següent a l'edat de 64 anys. Fou enterrada al Panteó Reial de la Família Savoia a la Catedral de Superga, essent l'única reina lusitana no enterrada al Panteó de la Família Bragança.

## Homenatges
El viaducte ferroviari construït per Gustave Eiffel sobre el Duero el 1877, rebé en el seu honor el nom de Pont de Maria Pia.